# Шор, Игнасио
Игнасио Шор (исп. Ignacio Schor; род. 4 августа 2000, Буэнос-Айрес) — аргентинский футболист, полузащитник клуба «Ньюэллс Олд Бойз». 

## Клубная карьера
Шор — воспитанник клубов «Ривер Плейт», «Сан-Лоренсо» и «Платенсе». 28 ноября 2020 года в матче против столичной «Атланты» он дебютировал в Примера B Насьональ в составе последних. 5 декабря в поединке против «Депортиво Морон» Игнасио забил свой первый гол за «Платенсе». По итогам сезона игрок помог клубу выйти в элиту. 21 февраля 2021 года в матче против «Архентинос Хуниорс» он дебютировал в аргентинской Примере.
Летом 2023 года Шор на правах аренды перешёл в «Ньюэллс Олд Бойз».